# Первомайский (Коркинский район)
Первома́йский — рабочий посёлок в Коркинском районе Челябинской области России. Население 10 575 жителей (2020 год). Железнодорожная станция Клубника в 44 км к юго-западу от областного центра города Челябинска.

## История
Приказом Министерства промышленности строительных материалов СССР от 18 апреля 1946 года № 10 вблизи железнодорожной станции Клубника и на базе Шеинского месторождения известняков, возле которых ещё в 1930 году был основан небольшой посёлок, было намечено строительство Еманжелинского цементного завода. Рядом с заводом предполагалось строительство рабочего поселка на 2500 жителей. Строительство поселка и завода началось в 1949 году, когда первые строители, 60 комсомольцев, прибыли из Краснодарского края. В 1953 году строительство было объявлено Всесоюзной комсомольской ударной стройкой. Строители-добровольцы, в основном, приезжали с Новороссийского цементного завода.
Указом Президиума Верховного Совета РСФСР от 2 ноября 1956 года населённый пункт Первомайский Еткульского района Челябинской области отнесен к категории рабочих поселков. Приказом № 38 Министерства промышленности строительных материалов СССР от 19 марта 1957 года цементный завод был зачислен в число действующих предприятий.

## Население
| 1959    | 1970    | 1979    | 1989    | 2002    | 2005    | 2006    |
| ------- | ------- | ------- | ------- | ------- | ------- | ------- |
| 8713    | ↗10 670 | ↘9985   | ↗10 101 | ↗10 759 | ↗10 766 | ↗11 083 |
| 2007    | 2008    | 2009    | 2010    | 2011    | 2012    | 2013    |
| ↘10 599 | ↘10 353 | ↗10 550 | ↗10 645 | →10 645 | ↗10 763 | ↗10 880 |
| 2014    | 2015    | 2016    | 2017    | 2018    | 2019    | 2020    |
| ↗10 935 | ↗11 104 | ↘11 066 | ↘10 904 | ↘10 766 | ↘10 583 | ↘10 575 |
| 2021    | 2023    |         |         |         |         |         |
| ↘9691   | ↘9524   |         |         |         |         |         |

## Экономика
В посёлке работают цементный завод компании SLK Cement, комбинат асбоцементных изделий, ООО «Асборемонт», ООО «Ацеид» и прочие предприятия, в различной степени связанные со строительной деятельностью и работой цементного завода. Действуют три магазина торговой сети «Магнит», 3 магазина торговой сети «Пятёрочка» и ряд магазинов различной специализации.

## Культура

### Образовательные учреждения
Две школы и один техникум:
- основная школа № 26 открыта в 1955 году как неполная средняя,
- средняя школа № 28 открыта в 1962 году,
- техникум промышленности строительных материалов открыт в 1963 году.

### Дошкольные учреждения
4 детских сада:
- детский сад № 4,
- детский сад № 37,
- детский сад № 23,
- детский сад № 5 (два корпуса).

### Прочее
Также функционирует дом культуры «Первомайский», при котором существуют различные творческие коллективы, как музыкальные, так и хореографические. В число учреждений дополнительного образования также входит центр дополнительного образования детей, в котором, как и в доме культуры, существуют разнообразные кружки и секции, от спортивных и танцевальных до театральных и прикладных. Есть библиотека, на базе которой уже более десяти лет работает местное литературное объединение «Надежда». На центральном стадионе поселка проводятся летние и зимние спартакиады для школьников и взрослых. В социальной сети ВК с 2021 года проводится онлайн-фестиваль поэзии CMZ-FEST